# Mycetophila fenestratula
Mycetophila fenestratula är en tvåvingeart som beskrevs av Becker 1908. Mycetophila fenestratula ingår i släktet Mycetophila och familjen svampmyggor.
Artens utbredningsområde är Kanarieöarna. Inga underarter finns listade i Catalogue of Life.